# Флюгельгорн
Флюгельго́рн (нем. Flügelhorn, Flügel — крыло, Horn — рог, рожок), саксгорн-сопрано — широкомензурный медный духовой музыкальный инструмент верхнего (сопранового) регистра. Относится к семейству саксгорнов (бюгельгорнов). В основном используется как солирующий инструмент в джазе и как дополнение к корнетам в духовых оркестрах британского типа.
В отличие от трубы и корнета флюгельгорн обладает очень мягким полным звучанием, достигаемым за счёт широкой мензуры (трубки) и глубокого воронкообразного мундштука.
Натуральный звукоряд флюгельгорна в строе B (си-бемоль) по звучанию:
В нотации (транспонируемый инструмент):
Первая версия флюгельгорна была продана Генрихом Штёльцелем в Берлине в 1828 году. На её основе Адольф Сакс создал свой сопрано-саксгорн в строе B (си-бемоль), со временем усовершенствованный в современный флюгельгорн. Значительный вклад в усовершенствование инструмента внёс чешский мастер В.Ф. Червеный в середине 19 века.
Среди джазовых исполнителей на флюгельгорне особо можно отметить американцев Чета Бейкера (1929—1988), Теда Джонса (1923—1986), Кларка Терри (1920—2015), и англичан — Гарри Беккета (1935—2010), Кенни Уилера (1930—2014) и Генри Лоутэра (род. 1941).